# جوي كاليستاري
جوي كاليستاري (بالإنجليزية: Joey Calistri)‏ (20 نوفمبر 1993 بديرفيلد في الولايات المتحدة - ) هو لاعب كرة قدم أمريكي في مركز الهجوم. لعب مع شيكاغو فاير وChicago Fire U-23 ‏.

## وصلات خارجية
- جوي كاليستاري على موقع الدوري الأمريكي (الإنجليزية)
- جوي كاليستاري على موقع قاعدة بيانات كرة القدم.إي يو (الإنجليزية)
- جوي كاليستاري على موقع Soccerbase.com (لاعب) (الإنجليزية)
- جوي كاليستاري على موقع Soccerway.com (الإنجليزية)
- جوي كاليستاري على موقع عالم كرة القدم.نت (الإنجليزية)
- جوي كاليستاري على موقع AS.com (الإسبانية)